# Monika Sánchez
Monika Sánchez (Cidade do México, 3 de dezembro de 1974) é uma atriz mexicana.

## Biografia
Como seu pai era diplomata de carreira, ele permitiu que Mónika crescesse em diferentes partes do mundo e, além do espanhol nativo, aprendesse 100% italiano e inglês.
Desde cedo ela estudou dança, atuação e modelagem. Durante o tempo em que morou em Miami, participou de filmes como The Money Pit e da popular série de televisão Miami Vice. Monika trabalhou em vários comerciais para a América Latina e Estados Unidos, um deles para a prestigiada loja de departamentos Neiman Marcus.
Ao retornar à Cidade do México, Mónika decide se tornar atriz em tempo integral. Ela se matriculou na renomada escola de atuação, o "Star System", onde começa com uma rígida disciplina artística de atuação, gerenciamento de voz, canto, linguagem corporal, dança e passeios a cavalo.
Não demorou muito para que ele recebesse suas primeiras oportunidades em novelas como Corazón salvaje (1993), Alondra (1994), Morir dos veces (1995) e Tú y yo (1996).
Mónika inicia uma série de atuações como vilã sensual em novelas como Pueblo chico, infierno grande (1997), alternando-se como a antagonista de Verónica Castro. 
Em 1998 interpretou a vilã principal da novela infantil El diario de Daniela.
Em 1999 interpretou mais uma vilã na novela Laberintos de pasión. Essa personagem lhe rendeu o prêmio de Melhor atriz antagonista, no TVyNovelas 2000.
Em 2001, Mónika decide dar uma guinada e atuar na novela Salomé no papel de uma mulher frágil que morre por amor. Em 2002 fez uma participação especial na segunda metade da novela La otra. 
Em 2012, voltou às novelas após 4 anos para participar da novela Amores verdaderos, produção de Nicandro Díaz González. 
Em 2013, trabalhou no projeto de Emilio Larrosa na novela Libre para amarte, com a cantora Gloria Trevi, Gabriel Soto e Eduardo Santamarina.
Em 2014 integrou o elenco da novela La gata, interpretando uma das antagonistas da hsitória.
Em 2016 participou da novela Tres veces Ana, remake de Lazos de amor, novela onde ela também trabalhou em 1995.

## Vida pessoal
Em setembro de 2008 se casou com o empresário Otto Seijas, com quem tem 3 filhos.

## Filmografia

### Telenovelas
- Mi camino es amarte (2022) .... Amparo Santos
- Educando a Nina  (2018) .... Paz Echegaray
- Tres veces Ana (2016) .... Viridiana Betancourt
- La gata (2014) .... Gisela Cienfugos
- Libre para amarte (2013) .... Zamira
- Amores verdaderos (2012-2013) .... Cristina Corona de Arriaga
- Al diablo con los guapos (2007-2008) .... Rosario Ramos #1
- Amar sin límites (2006-2007) .... Silvana Lombardo
- Apuesta por un amor (2004-2005) .... Eva Flores "La Mariposa"
- La otra (2002) .... Regina Salazar
- Salomé (2001-2002) .... Ángela Duval de Montesino
- Laberintos de pasión (1999-2000) .... Nadia Román Casanova
- El diario de Daniela (1998-1999) .... Elena Ruiz
- Mujer, casos de la vida real (1997-2006)
- Pueblo chico, infierno grande (1997) .... Indalecia Navas
- Tú y yo (1996-1997) .... Martha
- Canción de amor (1996) .... Genoveva
- Morir dos veces (1996) .... Minerva
- Lazos de amor (1995-1996) .... Diana
- Alondra (1995) .... Enriqueta
- Caminos cruzados (1995) .... Lucía
- Corazón salvaje (1993-1994) .... Rosa
- Buscando el paraíso (1993-1994) .... Samuela
- Entre la vida y la muerte (1993) .... Angélica
- Ángeles sin paraíso (1992-1993) .... Andrea
- La pícara soñadora (1991-1992) - Celia
- Mi segunda madre (1989-1990) - Emérita

### Programas
- Como dice el dicho (2014) .... Rose
- La rosa de Guadalupe (2010-2012) .... Selma
- Mujeres asesinas (2009) .... Eva Cárdenas
- Mujer, casos de la vida real (2006) .... Nora / Angélica
- Big Brother México (2004) .... Ela mesma
- XHDRBZ (2002) .... María
- Diseñador de ambos sexos (2001) .... Paloma
- La hora pico (2001) .... Fanny Zacarias

### Cinema
- Juan Diego (2016) - Citlali
- La señora elegante (2015) - Rebeca
- La hija del caníbal (2003)
- Gilberto Gless, el mejor imitador del mundo (2001) - Ela mesma
- Las alas del pez (1995)

### Teatro
- Mi quinto amor
- Los signos del zodíaco
- Eloísa bajo el almendro
- Bajo las sábanas
- El precio de la fama
- Mujeres frente al espejo
- Me enamoré de una bruja
- Las alas del pez

## Prêmios e indicações

### Prêmio TVyNovelas
| Ano  | Categoria                | Telenovela           | Resultado |
| ---- | ------------------------ | -------------------- | --------- |
| 2005 | Melhor atriz antagonista | Apuesta por un amor  | Indicada  |
| 2000 | Melhor atriz antagonista | Laberintos de Pasión | Venceu    |